# Santa Maria del Popolo (titolo cardinalizio)
Santa Maria del Popolo (in latino: Titulus Sanctæ Mariæ de Populo) è un titolo cardinalizio istituito da papa Sisto V il 13 aprile 1587 con la costituzione apostolica Religiosa. Il titolo insiste sulla basilica di Santa Maria del Popolo. 
Dal 24 marzo 2006 il titolare è il cardinale Stanisław Dziwisz, arcivescovo emerito di Cracovia. 

## Titolari
Si omettono i periodi di titolo vacante non superiori ai 2 anni o non storicamente accertati.
- Tolomeo Gallio (20 aprile 1587 - 2 dicembre 1587 nominato cardinale vescovo di Albano)
- Scipione Gonzaga (5 gennaio 1588 - 11 gennaio 1593 deceduto)
- Ottavio Acquaviva d'Aragona, Sr. (15 marzo 1593 - 22 aprile 1602 nominato cardinale presbitero dei Santi Giovanni e Paolo)
- Francesco Mantica (17 giugno 1602 - 28 gennaio 1614 deceduto)
- Filippo Filonardi (9 luglio 1614 - 29 settembre 1622 deceduto)
- Guido Bentivoglio (26 ottobre 1622 - 7 maggio 1635 nominato cardinale presbitero di Santa Prassede)
- Lelio Biscia (9 febbraio 1637 - 19 novembre 1638 deceduto)
  - Titolo vacante (1638 - 1643)
- Lelio Falconieri (31 agosto 1643 - 14 dicembre 1648 deceduto)
- Mario Theodoli (28 gennaio 1649 - 27 giugno 1650 deceduto)
  - Titolo vacante (1650 - 1652)
- Fabio Chigi (12 marzo 1652 - 7 aprile 1655 eletto papa con il nome di Alessandro VII)
- Teodoro Trivulzio (14 maggio 1655 - 3 agosto 1656 deceduto)
- Flavio Chigi seniore (23 aprile 1657 - 18 marzo 1686 nominato cardinale vescovo di Albano)
- Savio Millini (12 agosto 1686 - 12 dicembre 1689 nominato cardinale presbitero di San Pietro in Vincoli)
- Francesco del Giudice (10 aprile 1690 - 30 marzo 1700 nominato cardinale presbitero di Santa Sabina)
- Andrea Santacroce (30 marzo 1700 - 10 maggio 1712 deceduto)
- Agostino Cusani (30 gennaio 1713 - 27 dicembre 1730 deceduto)
- Camillo Cybo (8 gennaio 1731 - 20 dicembre 1741 nominato cardinale presbitero di Santa Maria degli Angeli)
- Francesco Ricci (23 settembre 1743 - 8 gennaio 1755 deceduto)
  - Titolo vacante (1755 - 1758)
- Franz Konrad von Rodt (2 agosto 1758 - 16 ottobre 1775 deceduto)
- Giovanni Carlo Bandi (18 dicembre 1775 - 23 marzo 1784 deceduto)
  - Titolo vacante (1784 - 1785)
- Giovanni Maria Riminaldi (11 aprile 1785 - 29 gennaio 1789 nominato cardinale presbitero di San Silvestro in Capite)
  - Titolo vacante (1789 - 1794)
- Francesco Maria Pignatelli (12 settembre 1794 - 2 aprile 1800 nominato cardinale presbitero di Santa Maria in Trastevere)
  - Titolo vacante (1800 - 1801)
- Ferdinando Maria Saluzzo (20 luglio 1801 - 28 maggio 1804 nominato cardinale presbitero di Sant'Anastasia)
  - Titolo vacante (1804 - 1817)
- Francesco Cesarei Leoni (1º ottobre 1817 - 25 luglio 1830 deceduto)
- Francisco Javier de Cienfuegos y Jovellanos (28 febbraio 1831 - 21 giugno 1847 deceduto)
- Jacques-Marie-Antoine-Célestin du Pont (4 ottobre 1847 - 26 maggio 1859 deceduto)
- Carlo Sacconi (30 settembre 1861 - 8 ottobre 1870 nominato cardinale vescovo di Palestrina)
  - Titolo vacante  (1870 - 1874)
- Flavio Chigi (15 giugno 1874 - 15 febbraio 1885 deceduto)
- Alfonso Capecelatro di Castelpagano (15 gennaio 1886 - 14 novembre 1912 deceduto)
- José María Cos y Macho (2 dicembre 1912 - 17 dicembre 1919 deceduto)
- Juan Soldevilla y Romero (22 aprile 1920 - 4 giugno 1923 deceduto)
- George William Mundelein (27 marzo 1924 - 2 ottobre 1939 deceduto)
  - Titolo vacante (1939 - 1946)
- James Charles McGuigan (22 febbraio 1946 - 8 aprile 1974 deceduto)
- Hyacinthe Thiandoum (24 maggio 1976 - 18 maggio 2004 deceduto)
- Stanisław Dziwisz, dal 24 marzo 2006